# الاتصال المباشر من ويندوز
الاتصال المباشر من ويندوز (Windows Live Call) أحد تطبيقات خدمات ويندوز لايف من مايكروسوفت وأحد ملحقات برنامج ويندوز لايف ماسنجر يسمح لمستخدميه باجراء مكالمات صوتية ومرئية من حاسوب إلى حاسوب ومن حاسوب إلى الهواتف العادية,
وتقدم هذه الخدمة ثلاثه عروض هي :
- مكالمات عبر الحواسيب : خدمة اتصال صوتي مجاني ومباشر من حاسوب إلى حاسوب بين مستخدمين مضافين ضمن قائمة جهات الاتصال في ويندوز لايف ماسنجر
- مكالمات مرئية (فيديو) : مكالمات فيديو مجانيه من حاسوب إلى حاسوب لمستخدمي ويندوز لايف ماسنجر
- مكالمات هاتفية: مكالمات من الحواسيب إلى أجهزة الهاتف سواء الأرضية منها أو المتحركه وهذا النوع غير مجاني وتفرض رسوم اتصال معينه تختلف باختلاف الموقع الجغرافي.[1][2]